# 圣雅纳略门小堂

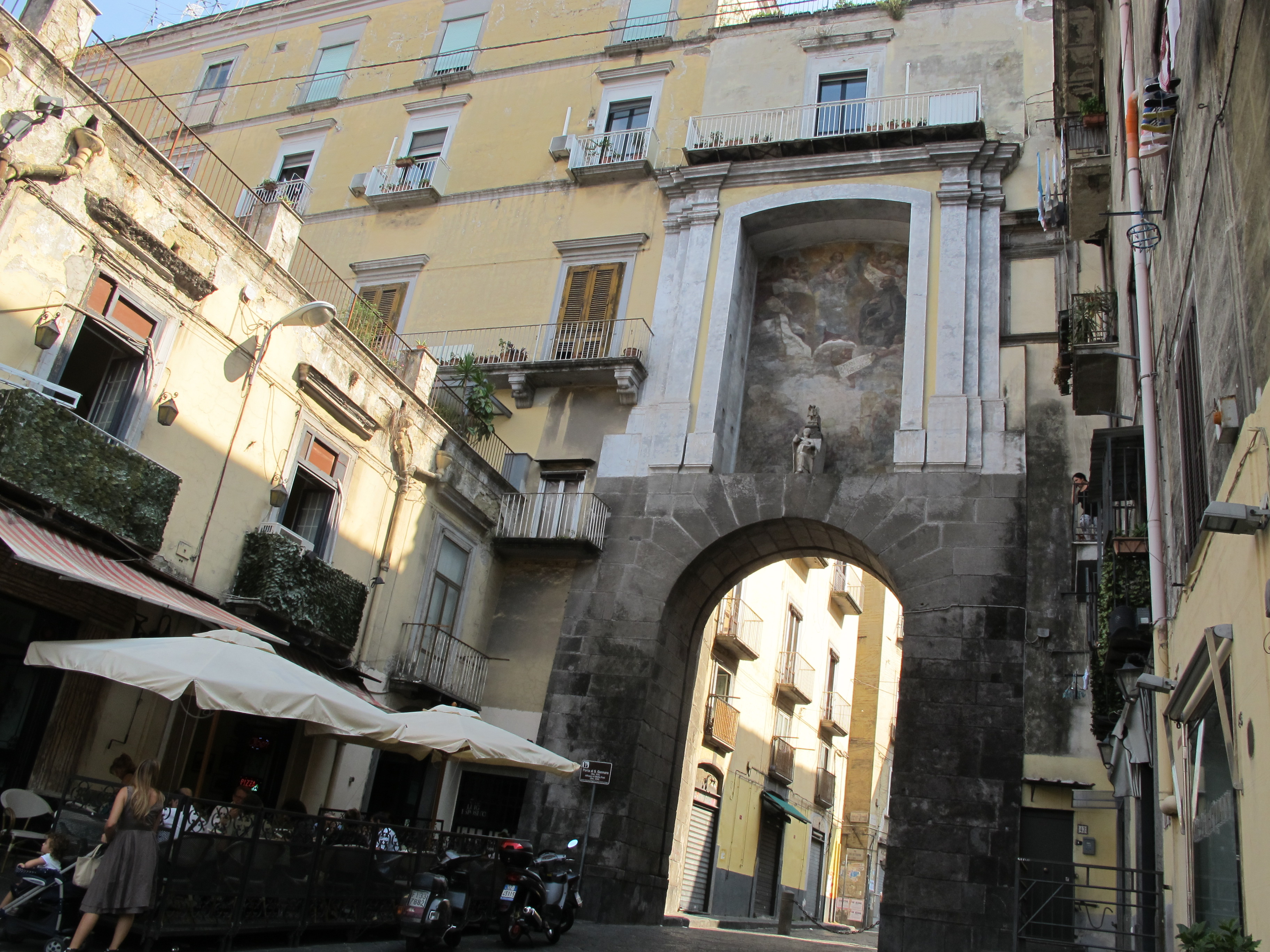

圣雅纳略门小堂（Cappella di Porta San Gennaro）是那不勒斯历史中心一座巴洛克风格的小堂，在著名的圣雅纳略门（Porta San Gennaro）, 供奉那不勒斯的主保圣人圣雅纳略。科基耶里圣方济各堂（Chiesa di San Francesco dei Cocchieri）就在附近。

## 历史
城门内有一个小堂，内有一尊聖嘉耶當雕像，在1656年那不勒斯大瘟疫重创那不勒斯及其周围地区之后，根据誓言而放置在此处。在瘟疫之前，该市人口超过45万；瘟疫结束时，人口仅存25万。外面可以看到马蒂亚·普雷蒂的大幅湿壁画，这是那不勒斯城门唯一幸存下来的湿壁画。